# Henrik Winberg
Henrik Adolf Winberg, född 4 februari 1915 i Kristinehamn, Värmlands län, död 3 februari 2003 i Västerleds församling, Stockholm, var en svensk jurist och ämbetsman.
Henrik Winberg blev fil.kand. 1937, jur.kand. 1940 och antogs efter tingstjänstgöring i Stockholms rådhusrätt 1941–1943 som extra fiskal i Svea hovrätt 1944. Han blev e.o. 1:e kanslisekreterare i Kommunikationsdepartementet 1946 och utnämndes till byråchef 1951. Winberg var överdirektör och chef för Luftfartsverket 1952–1980, från 1962 med titeln generaldirektör. Han är gravsatt på Nya kyrkogården i Kristinehamn.